# Nekoma (Kansas)
 For alternative betydninger, se Nekoma. (Se også artikler, som begynder med Nekoma)
Nekoma er et kommunefrit område i Rush County, Kansas, USA. 

## Historie
Nekoma blev grundlagt i 1884. Det første postkontor i Nekoma åbnede i 1890.

## Geografi
Nekomas ligger 621 m.o.h.